# Mareuil-en-Périgord
Mareuil-en-Périgord es una comuna nueva francesa situada en el departamento de Dordoña, de la región de Nueva Aquitania.

## Historia
Fue creada el 1 de enero de 2017, en aplicación de una resolución del prefecto de Dordoña de 29 de septiembre de 2016 con la unión de las comunas de Beaussac, Champeaux-et-la-Chapelle-Pommier, Léguillac-de-Cercles, Les Graulges, Mareuil, Monsec, Puyrenier, Saint-Sulpice-de-Mareuil y Vieux-Mareuil, pasando a estar el ayuntamiento en la antigua comuna de Mareuil.

## Demografía
| Gráfica de evolución demográfica de Mareuil-en-Périgord entre 1800 y 2014 |
|                                                                           |

Los datos entre 1800 y 2013 son el resultado de sumar los parciales de las nueve comunas que forman la nueva comuna de Mareuil-en-Périgord, cuyos datos se han cogido de 1800 a 1999, para las comunas de Beaussac, Champeaux-et-la-Chapelle-Pommier, Léguillac-de-Cercles, Les Graulges, Mareuil, Monsec, Puyrenier, Saint-Sulpice-de-Mareuil y Vieux-Mareuil de la página francesa EHESS/Cassini. Los demás datos se han cogido de la página del INSEE.

## Composición
| Comuna delegada                  | Código INSEE | Población (2013) | Superficie (km²) | Densidad (hab./km²) |
| -------------------------------- | ------------ | ---------------- | ---------------- | ------------------- |
| Beaussac                         | 24033        | 179              | 18.05            | 10                  |
| Champeaux-et-la-Chapelle-Pommier | 24099        | 148              | 23.48            | 6                   |
| Léguillac-de-Cercles             | 24235        | 315              | 21.47            | 15                  |
| Les Graulges                     | 24203        | 59               | 4.13             | 14                  |
| Mareuil                          | 24253        | 1090             | 25.13            | 43                  |
| Monsec                           | 24283        | 214              | 12.45            | 17                  |
| Puyrenier                        | 24344        | 63               | 7.42             | 8                   |
| Saint-Sulpice-de-Mareuil         | 24503        | 118              | 11.35            | 10                  |
| Vieux-Mareuil                    | 24579        | 347              | 27               | 13                  |